# Provincia di José María Linares
La provincia di José María Linares è una delle 16 province del dipartimento di Potosí nella Bolivia meridionale. Il capoluogo è la città di Puna.
Al censimento del 2001 possedeva una popolazione di 51.412 abitanti.

## Geografia antropica

### Suddivisioni amministrative
La provincia è suddivisa in 3 comuni:
- Caiza "D"
- Puna
- Ckochas